# Vicente Aguirre
Vicente Aguirre (ur. 22 stycznia 1901, zm. 11 czerwca 1990) – argentyński piłkarz, grający podczas kariery na pozycji napastnika.

## Kariera klubowa
Vicente Aguirre podczas piłkarskiej kariery występował w klubach z Rosario: Central Córdoba i Newell’s Old Boys.

## Kariera reprezentacyjna
W reprezentacji Argentyny Aguirre występował w latach 1923–1924. W reprezentacji zadebiutował 29 października 1923 w wygranym 4-3 meczu z Paragwajem podczas Mistrzostw Ameryki Południowej. Był to fantastyczny debiut, gdyż Aguirre popisał się w nim hat-trickiem, dzięki czemu wraz z Pedro Petrone został któlem strzelców całego turnieju.
Na turnieju w Montevideo wystąpił we wszystkich trzech meczach z Paragwajem, Brazylią i Urugwajem. Ostatni raz w reprezentacji wystąpił 25 maja 1924 w wygranym 6-1 meczu z Urugwajem, którego stawką było Copa Newton. Aguirre zdobył w pożegnalnym meczu jedną z bramek. Ogółem w barwach albicelestes wystąpił w 4 meczach, w których zdobył 4 bramki.
| Mecze i gole w reprezentacji | Mecze i gole w reprezentacji | Mecze i gole w reprezentacji | Mecze i gole w reprezentacji | Mecze i gole w reprezentacji | Mecze i gole w reprezentacji | Mecze i gole w reprezentacji |
| #                            | Data                         | Miasto                       | Przeciwnik                   | Gol                          | Wynik                        | Rozgrywki                    |
| ---------------------------- | ---------------------------- | ---------------------------- | ---------------------------- | ---------------------------- | ---------------------------- | ---------------------------- |
| 1.                           | 28.10.1923                   | Montevideo                   | Paragwaj                     | Gol · Gol · Gol              | 4:3                          | Copa América                 |
| 2.                           | 18.11.1923                   | Montevideo                   | Brazylia                     |                              | 2:1                          | Copa América                 |
| 3.                           | 02.12.1923                   | Montevideo                   | Urugwaj                      |                              | 0:2                          | Copa América                 |
| 1.                           | 25.05.1924                   | Buenos Aires                 | Urugwaj                      | Gol                          | 6:1                          | Copa Newton                  |